# 월리스-보여이-게르빈 정리

월리스-보여이-게르빈 정리에 의해, 정사각형은 같은 면적의 삼각형으로 잘라서 재조립할 수 있다.

월리스-보여이-게르빈 정리(Wallace-Bolyai-Gerwien theorem)는 기하학의 정리로, 헝가리 수학자 보여이 퍼르커시(보여이 야노시의 아버지)와 프로이센의 보병 장교이자 수학자인 파울 게르빈(Paul Gerwien)의 이름이 붙어 있다. 보여이가 처음으로 이 정리의 내용을 공식화하였으며, 파울 게르빈이 1833년에 증명하였다. 그리하여 여기에 일반적인 이름인 '보여이-게르빈 정리'가 붙었으나, 사실 1807년에 독립적으로 스코틀랜드 수학자 윌리엄 월리스(William Wallace)가 동등한 정리를 증명하였었다.
간단하게 다음과 같이 정리의 내용을 요약할 수 있다.
- 유클리드 2차원 평면 상에서 넓이가 같은 임의의 두 단순 다각형은 동등분해 가능(equidecomposable)하다. 즉, 한쪽의 다각형을 유한한 수의 조각으로 잘라서 다시 재조립(이때 회전이나 뒤집기 등이 허용됨)하여, 다른 한쪽의 다각형을 얻을 수 있다.

이 정리를 증명하는 데는 타르스키의 사각화 문제의 해법에서처럼 선택 공리가 필요하지 않다. 실제로 이 정리에서 요구하는 것은 '유한 번의 과정'뿐이므로, 이를 현실의 종이와 자, 가위만 가지고도 필요한 만큼의 정밀도로 '물리적'으로 수행하는 것도 가능하다.

## 일반화
2차원보다 높은 차원의 유클리드 공간에서 보여이-게르빈 정리를 일반화하는 것은 흥미로운 문제로, 힐베르트의 세 번째 문제는 3차원에서 이와 유사한 다음과 같은 문제를 다룬다.
- 부피가 같은 두 다면체는 동등분해 가능한가?

그러나 이는 1900년 독일의 막스 덴에 의하여 거짓임이 밝혀졌다.